# Fritz Rémond junior
Fritz Rémond junior (* 9. Oktober 1902 in Karlsruhe; † 31. März 1976 in Bad Nauheim) war ein deutscher Schauspieler, Regisseur und Impresario.

## Biografie
Fritz Rémond stammte aus einer traditionsreichen Künstlerfamilie: Seine Großmutter väterlicherseits war die Sängerin Maria Rémond-Heinemann (1831–1902). Ihr Sohn, Fritz Rémond senior (1864–1936), ein bedeutender Heldentenor, wurde später Intendant der Kölner Oper (bis 1928) mit Otto Klemperer als Generalmusikdirektor. Fritz Rémond seniors Neffe war der Schauspieler und Komödiendichter Curt Goetz.
Fritz Rémond junior war als Schauspieler u. a. in Düsseldorf, in Berlin unter Max Reinhardt und am Nationaltheater in Osnabrück engagiert, bevor er als Oberregisseur nach Stettin und Krakau und schließlich 1941 an das Deutsche Theater in Prag ging. Als Leiter einer Wanderbühne kam er zu Kriegsende nach Bad Tölz, zog dann nach Frankfurt am Main, wo er frei an den Städtischen Bühnen spielte und inszenierte. 1947 gründete Rémond auf Anregung von Bernhard Grzimek das „Kleine Theater im Zoo“ (heute „Fritz-Rémond-Theater“) im Frankfurter Zoogesellschaftshaus, dessen Impresario er bis zu seinem Tode blieb.

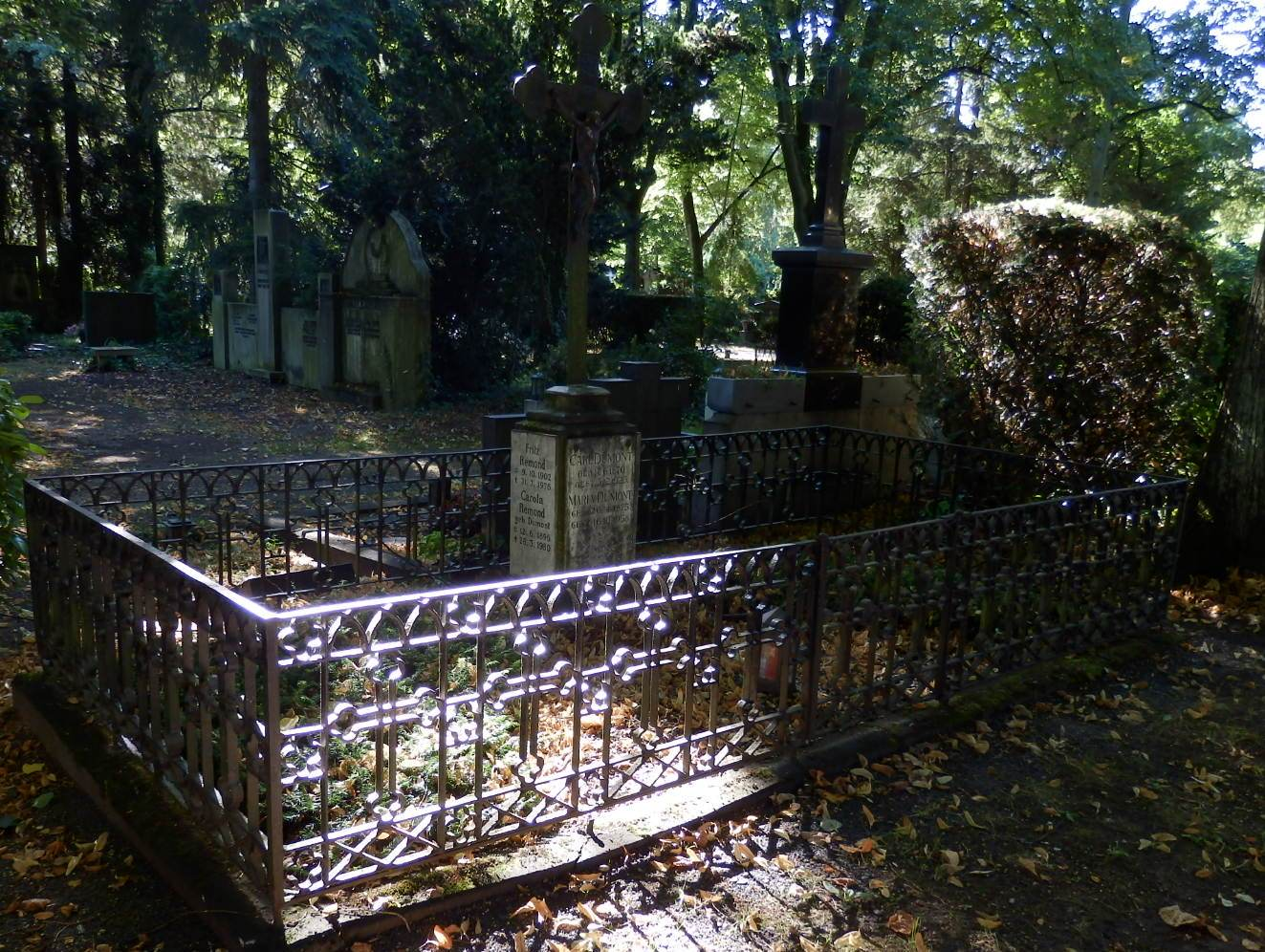
Grabstätte der Familie Dumont

Fritz Rémonds Kleines Theater suchte zunächst dem Nachholbedarf an internationaler zeitgenössischer Dramatik zu entsprechen, um sich in späteren Jahren immer mehr dem Boulevard zuzuwenden. Rémond, auf dessen Bühne zahlreiche prominente Schauspieler der 1950er und 1960er Jahre gastierten, entdeckte und förderte unter anderen Boy Gobert, Louise Martini und Hans-Joachim Kulenkampff.
Rémond war ein virtuoser Komödiant, dessen eindringliche Darstellungen liebenswürdig-skurriler Käuze, versoffener Melancholiker etc. selbst an den oft zweitklassigen Filmen, in denen seine Kunst überliefert ist, nicht Schaden nehmen konnten.
Rémond starb 1976 im Alter von 73 Jahren. Er wurde im Familiengrab seiner Frau Carola geborene Dumont (1896–1980) auf dem Kölner Friedhof Melaten (Lit. J) beigesetzt.

## Hörspiele (Auswahl)
- Dostojewski/Ahlsen: „Raskolnikoff“, Regie: Hermann Wenninger, BR 1962, Rolle: Lebjedew
- Die Feuerzangenbowle mit Hans Clarin
- Isherwood: "Das Praterveilchen", Regie: Wilm ten Haaf, HR 1959, Rolle: Chatsworth
- Shakespeare: "Ein Sommernachtstraum", Regie: Ulrich Lauterbach, HR 1953, Rolle: Zettel, der Weber
- Majakowski: "Die Wanze", Regie: Ulrich Lauterbach, HR 1958, Rolle: Zoodirektor
- Fontane: "Unterm Birnbaum", Regie: Fränze Roloff, HR 1951, Rolle: Hradscheck
- Boccaccio: "Die Rache", Regie: Wolf Schmidt, HR 1952, Rolle: Beppo

## Filmografie (Auswahl)
- 1950: Hochzeitsnacht im Paradies
- 1950: Wenn eine Frau liebt
- 1952: Oh, du lieber Fridolin
- 1953: Käpt’n Bay-Bay
- 1953: Staatsanwältin Corda
- 1955: Der Hund im Hirn (Fernsehfilm)
- 1955: Die Ratten
- 1955: 08/15 in der Heimat
- 1955: Ich war ein häßliches Mädchen
- 1956: Nacht der Entscheidung
- 1957: Monsieur Lamberthier (Fernsehfilm)
- 1959: Immer die Mädchen (Darsteller und Regisseur)
- 1960: Schatten der Helden
- 1960: Mit Himbeergeist geht alles besser
- 1960: Die Rote Hand
- 1961: Bankraub in der Rue Latour
- 1962: Das Leben beginnt um acht
- 1963: Die endlose Nacht
- 1963: Der eingebildete Doktor
- 1963: Doktor Murkes gesammeltes Schweigen (Fernsehfilm)
- 1963: Ich war Cicero (Fernsehfilm)
- 1969: Die Perle – Aus dem Tagebuch einer Hausgehilfin (Fernsehserie)

## Auszeichnung
- 1970: Ehrenplakette der Stadt Frankfurt am Main
- 1971: Großes Bundesverdienstkreuz